# Dietmar Kolbus
Dietmar Kolbus (* 17. Januar 1966 in Rahden; † 22. Juli 2024 in Biel/Bienne) war ein deutscher Schachspieler.
Sein Verein war die SG Trier, für die er in der Oberliga Südwest, der Oberliga Rheinland-Pfalz, der 2. Bundesliga Süd und von der Saison 2007/08 bis zur Saison 2016/17 auch in der deutschen Schachbundesliga gespielt hat. In der Oberliga Südwest hatte er in der Saison 2004/05 bei 9 Siegen in 9 Partien eine DWZ-Leistung von 2730.
Seit August 2005 trug er den Titel Internationaler Meister. Die Normen hierfür erzielte er im Challengers Turnier in Hastings im Januar 1993, bei einem First Saturday IM-Turnier in Budapest im Juli 2004 mit Übererfüllung sowie beim 37. Internationalen Festival in Biel, das vier Tage nach dem First Saturday Turnier begann. In Biel gelangen ihm Siege gegen unter anderem Alexandra Kostenjuk und Ivan Nemet. Der Titel war nicht früher beantragt worden, da Dietmar Kolbus die erforderliche Elo-Zahl von 2400 erst im Juli 2005 erreichte.
Durch ein Studium kam er nach Trier und war Spieler und Kapitän des klassenhöchsten Vereins der Stadt. Später lebte Dietmar Kolbus auf der Isle of Man und spielte für den Verein Manx Liberty in der Four Nations Chess League (4NCL), die er mit der Mannschaft in der Saison 2021/22 gewann. Auf der Isle of Man erreichte er zum Beispiel 2009 den ersten Preis der Inselmeisterschaft im Schnellschach. Seit Oktober 2021 war er auch international für den Verband der Isle of Man spielberechtigt.
Er verstarb während seiner Teilnahme am Schachfestival in Biel 2024. Für die Mannschaft der Isle of Man war er bei deren Debüt bei der Schacholympiade 2024 in Budapest wenige Monate später als Stammspieler vorgesehen.